# Cinnamosma fragrans
Espèce
Synonymes
- Cinnamosma fragrans var. baillonii Courchet[1]

Cinnamosma fragrans est une espèce de plantes à fleurs de la famille des Canellaceae. C'est une plante aromatique endémique de Madagascar ,. Elle est appelée communément Mandravasarotra et porte la dénomination commerciale de 'Saro'.

## Systématique
L'espèce Cinnamosma fragrans a été décrite en 1867 par le botaniste français Henri Ernest Baillon (1827-1895).

## Liste des variétés
Selon Tropicos (21 août 2022) :
- variété Cinnamosma fragrans var. perrieri Courchet